# Scutiger
Scutiger és un gènere d'amfibis anurs de la família Megophrydae. Es distribueixen pel sud-oest de la Xina, el nord de Myanmar, el Nepal, Bhutan i el nord de l'Índia.

## Taxonomia
- Scutiger adungensis
- Scutiger bhutanensis
- Scutiger brevipes
- Scutiger chintingensis
- Scutiger glandulatus
- Scutiger jiulongensis
- Scutiger liupanensis
- Scutiger maculatus
- Scutiger mammatus
- Scutiger muliensis
- Scutiger nepalensis
- Scutiger ningshanensis
- Scutiger pingwuensis
- Scutiger ruginosus
- Scutiger tuberculatus
- Scutiger boulengeri
- Scutiger gongshanensis
- Scutiger nyingchiensis
- Scutiger sikimmensis